# Ali Chukson
Ali Chukson – jednostka osadnicza w Stanach Zjednoczonych, w stanie Arizona, w hrabstwie Pima.